# Оливето-Лукано
Оливето-Лукано (итал. Oliveto Lucano) — коммуна в Италии, расположена в регионе Базиликата, подчиняется административному центру Матера.
Население составляет 587 человек, плотность населения составляет 19 чел./км². Занимает площадь 31 км². Почтовый индекс — 75010. Телефонный код — 0835.
Покровителем коммуны почитается святой Киприан, празднование 10, 11 и 12 августа.